# Midsommartjärnen, Hälsingland
Midsommartjärnen är en sjö i Bollnäs kommun i Hälsingland och ingår i Testeboåns huvudavrinningsområde.